# John Tebbutt

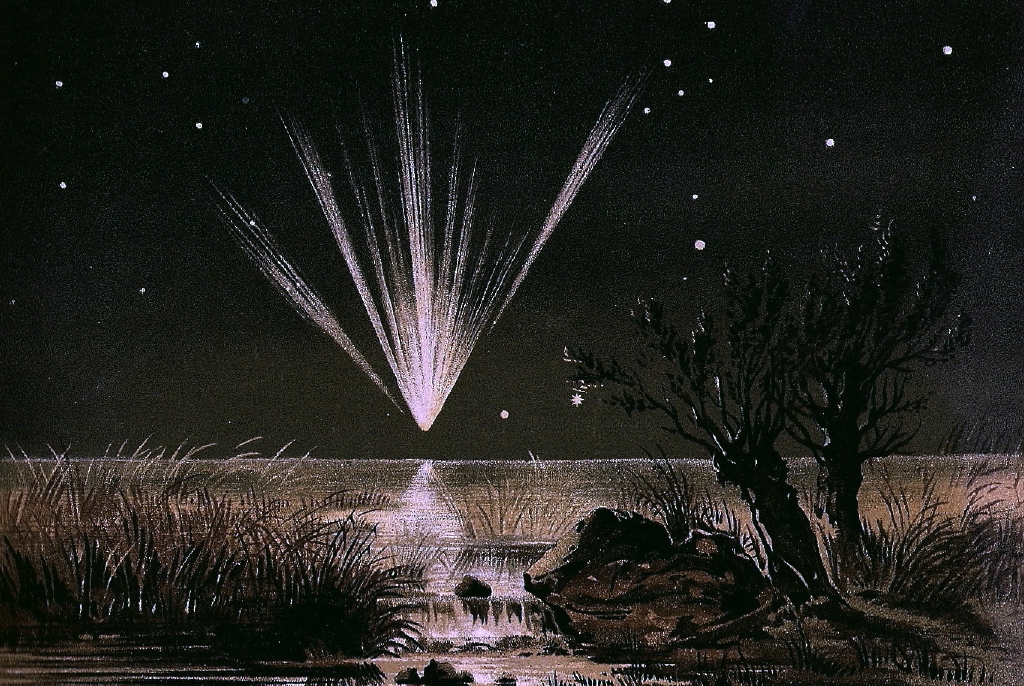
El Gran Cometa de 1861

John Tebbutt (25 de mayo de 1834 – 29 de noviembre de 1916) fue un astrónomo australiano, famoso para descubrir el "Gran Cometa de 1861".

## Primeros años
Tebbutt nació en Windsor, Nueva Gales del Sur, hijo único de John Tebbutt, entonces propietario de un próspero comercio. Su abuelo, John Tebbutt, fue uno de los primeros colonos de Australia: llegó a Sídney a finales de 1801.
El joven John se educó primero en la escuela parroquial de la Iglesia de Inglaterra, después en un colegio de la Iglesia Presbiteriana, y finalmente en otra pequeña pero excelente escuela, donde obtuvo una sólida formación en latín.

## Carrera
En 1845 el padre de Tebbutt adquirió un terreno en el extremo oriental de la ciudad de Windsor, conocido como la Peninsula, donde construyó su residencia. En 1853 John Tebutt adquirió un sextante, que utilizado junto con un telescopio marino normal y un reloj, le permitieron iniciar sus observaciones del cielo nocturno.
Aproximadamente nueve años más tarde, el 13 de mayo de 1861, Tebbutt descubrió el cometa de 1861, uno de los cometas más brillantes conocidos. Por entonces no había ningún medio de telegrafiar el descubrimiento a Inglaterra, donde el cometa se hizo visible el 29 de junio. Sin embargo, Tebbutt fue más adelante reconocido como el descubridor de este cometa, siendo además el primero en determinar su órbita aproximada. En noviembre de 1861 adquirió un excelente telescopio refractor de 3,25-pulgadas (8,3 cm) de apertura y 48-pulgadas (1,2 m) de distancia focal, y en 1862, tras la renuncia del Reverendo W. Scott, se le ofreció el cargo de Astrónomo del Gobierno de Nueva Gales del Sur, pero lo rechazó.

## Observatorio
En 1863 construyó con sus propias manos un pequeño observatorio junto a la residencia de su padre, en el que instaló su equipo astronómico, que por entonces contaba con su telescopio de 3 pulgadas, un instrumento de tránsito de 2 pulgadas, y un sistema cronometrador de ocho días con precisión de medio segundo. Poco antes había empezado también a registrar observaciones meteorológicas, y en 1868 publicó estos datos de los años 1863 a 1866 bajo el título de "Meteorological Observations made at the Private Observatory of John Tebbutt, Jnr." (Observaciones Meteorológicas realizadas en el Observatorio Privado de John Tebbutt, Jnr.)

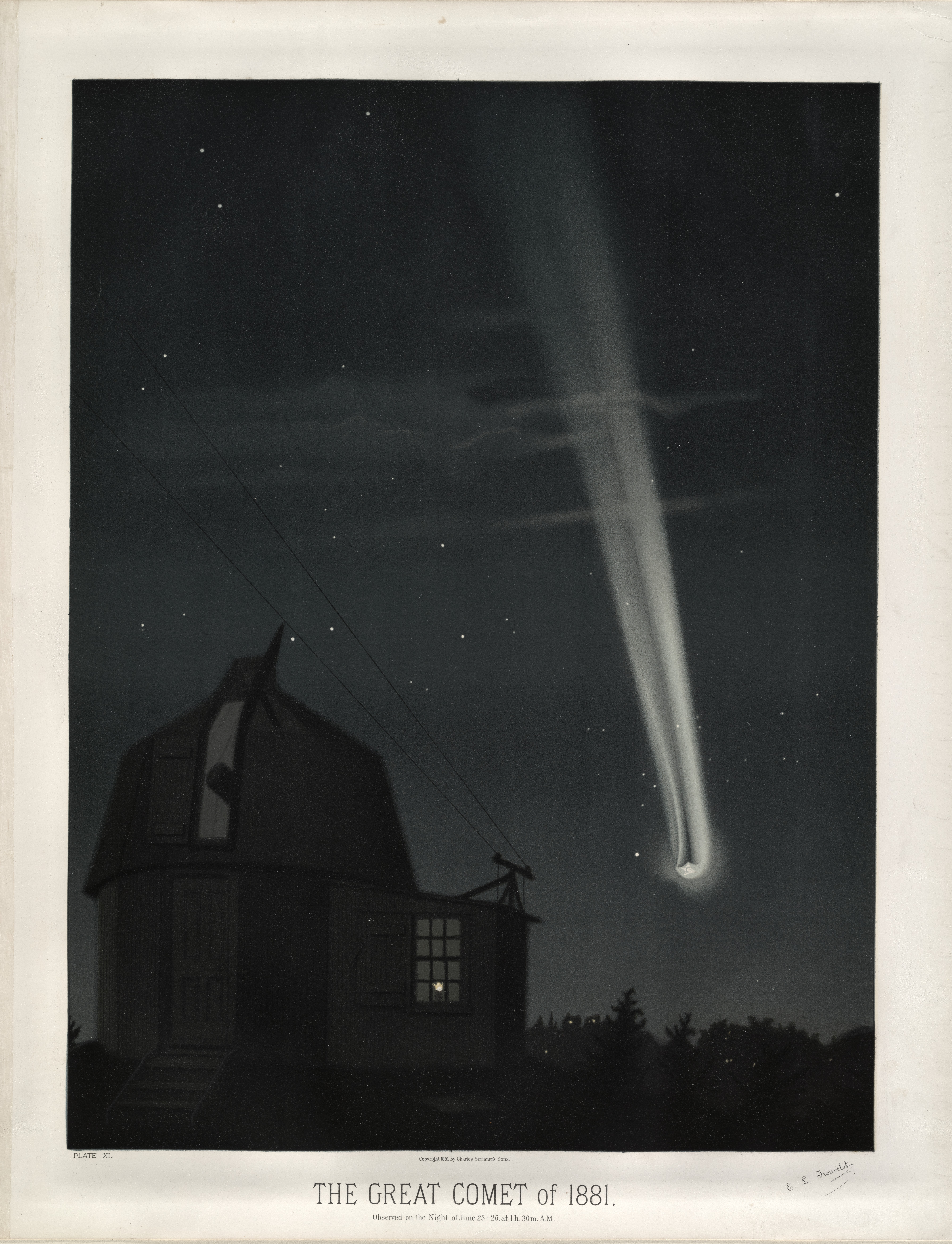
El gran cometa de 1881, cromolitografiado por Trouvelot

Continuó con la publicación de estos registros en distintos intervalos durante más de 30 años. También inició una larga serie de artículos que se publicaron en los Avisos Mensuales de la Real Sociedad Astronómica de Londres, en el Registro Astronómico de Londres, y en la Revista y Proceedings de la Real Sociedad de Nueva Gales del Sur. Así mismo, contribuyó a otras revistas científicas, e hizo numerosas contribuciones en la prensa australiana.
En 1872 adquirió un refractor de montura ecuatorial de 4,5-pulgadas para el observatorio, con el que descubrió otro gran cometa, actualmente designado C/1881 K1. En 1886 consiguió un nuevo telescopio de 8-pulgadas (20 cm) de apertura y 115-pulgadas (2,9 m) de distancia focal, lo que le permitió extender considerablemente sus operaciones. Publicó en 1887 "History and description of Mr. Tebbutt's observatory, Windsor, New South Wales" (Historia y descripción del observatorio de Mr. Tebbutt, Windsor, Nueva Gales del Sur), continuado con un Informe anual durante los 15 años siguientes.
En 1895 se estableció en Sídney una filial de la Asociación Astronómica Británica, que eligió a Tebbutt como su primer presidente. En 1904, al cumplir setenta años, dio por finalizado su trabajo sistemático, aunque retuvo su interés por la astronomía, y continuó realizando algunas observaciones. Al año siguiente, la Real Sociedad Astronómica de Londres reconoció su trabajo, otorgándole la Medalla Jackson-Gwilt.
En 1908, Tebbutt publicó sus "Astronomical Memoirs", dando cuenta de sus 54 años de trabajo, siendo agasajado en 1914 durante un viaje a Australia de miembros de la asociación británica, con una visita a su observatorio de una pequeña partida de estos astrónomos. Murió en Windsor el 29 de noviembre de 1916.
Un año después de su muerte, su hijo entregó los manuscritos y los libros de trabajo de John Tebbutt a la Biblioteca Estatal de Nueva Gales del Sur. La Colección Memorial John Tebbutt incluye 3676 volúmenes impresos, 117 volúmenes de manuscritos y 235 cuadernillos.

## Reconocimientos
- El billete de cien dólares australianos (en circulación desde 1984 hasta 1996, cuando se reemplazó por un nuevo billete con el retrato de Sir John Monash) contenía la efigie de Tebbutt.

## Eponimia
- El cráter lunar Tebbutt lleva este nombre en su memoria.[4]
- El asteroide (11212) Tebbutt también conmemora su nombre.[5]